# Martyn Irvine
Martyn Irvine (Newtownards, 6 de junio de 1985) es un deportista irlandés que compite en ciclismo en las modalidades de pista, especialista en las pruebas de persecución, scratch y ómnium, y ruta.
Ganó tres medallas en el Campeonato Mundial de Ciclismo en Pista, en los años 2013 y 2014, y una medalla de bronce en el Campeonato Europeo de Ciclismo en Pista de 2013.

## Medallero internacional
| Campeonato Mundial | Campeonato Mundial       | Campeonato Mundial | Campeonato Mundial     |
| Año                | Lugar                    | Medalla            | Competición            |
| ------------------ | ------------------------ | ------------------ | ---------------------- |
| 2013               | Minsk (Bielorrusia)      | Medalla de oro     | Scratch                |
| 2013               | Minsk (Bielorrusia)      | Medalla de plata   | Persecución individual |
| 2014               | Cali (Colombia)          | Medalla de plata   | Scratch                |
| Campeonato Europeo |                          |                    |                        |
| Año                | Lugar                    | Medalla            | Competición            |
| 2013               | Apeldoorn (Países Bajos) | Medalla de bronce  | Ómnium                 |

## Palmarés

### Pista
2010
- 3.º en los Juegos de la Mancomunidad en Persecución por equipos (con: Sean Patrick Downey, Philip Lavery y David McCann)

2011
- Campeonato de Irlanda en Kilómetro
- Campeonato de Irlanda en Persecución
- Campeonato de Irlanda en Scratch

2013
- Campeonato del mundo en Scratch
- 2.º en el Campeonato del mundo en Persecución
- 3.º en el Campeonato Europeo en Omnium
- Campeonato de Irlanda en Persecución
- Campeonato de Irlanda en Scratch

2014
- 2.º en el Campeonato del mundo en Scratch

### Ruta
| 2009 - 2.º en el Campeonato de Irlanda Contrarreloj 2010 - 2.º en el Campeonato de Irlanda Contrarreloj 2011 - 1 etapa del An Post Rás | 2012 - 2.º en el Campeonato de Irlanda Contrarreloj 2014 - 3.º en el Campeonato de Irlanda Contrarreloj 2015 - 3.º en el Campeonato de Irlanda Contrarreloj |